# Василівка (Кетрисанівська сільська громада)
Васи́лівка — село в Україні, у Кетрисанівській сільській громаді Кропивницького району Кіровоградської області. Населення становить 332 особи. Колишній орган місцевого самоврядування — Василівської сільської ради.

## Географія
Селом тече Балка Гороховата.

## Історія
В 1903 році в селі спорудили Покровську церкву, вона стоїть досі, доглянута, зведена у неоруському стилі. Село належало до Бобринецького району до його ліквідації 17 липня 2020 року. 

## Населення
Згідно з переписом УРСР 1989 року чисельність наявного населення села становила 356 осіб, з яких 171 чоловік та 185 жінок.
За переписом населення України 2001 року в селі мешкали 332 особи.

### Мова
Розподіл населення за рідною мовою за даними перепису 2001 року:
| Мова       | Відсоток |
| ---------- | -------- |
| українська | 97,89 %  |
| російська  | 1,20 %   |
| молдовська | 0,60 %   |
| вірменська | 0,30 %   |